# Eupatorieae
Eupatorieae, tribus glavočika cjevnjača opisan 1819. godine. Ime je došlo po rodu Eupatorium. Postoji podjela na brojne rodove

## Osnovni opis
Eupatorieae je tribus porodice Asteraceae koja se sastoji od više od 2000 vrsta koja je rasprostranjena primarno u Novom svijetu (Robinson et al. 2009). Karakteriziraju ga diskoidne glavice koje su bijele ili antocijanske, ali nikad žute boje, kao i tipično dugi dodaci s tupim vrhovima. Iako se tradicionalno uspoređivao s Vernonieae ili Astereae, molekularni filogenetski podaci otkrili su da je inskupina tradicionalnom Heliantheae s.l., a njegova sestrinska skupina je novopriznato pleme Perityleae.

## Morfološka karakterizacija
Eupatorieae imaju diskoidne glavice u kojima su svi cvjetići dvospolni i plodni. Nekoliko rodova, kao što je Microspermum, razlikuju vanjske i unutarnje cvjetove. Boja vjenčića je bijela, ružičasta, ljubičasta ili plava, a nikad jarko žuta. Stilove grane, a posebno sterilni dodaci, često su šareni dio cvatova. Stilovi su karakterizirani uparenim stigmatskim linijama na dnu grana stila i dugim, sterilnim dodacima koji su tupi na vrhu. Kod nekih vrsta, poput Eupatorium album ili Liatris elegans, filarije (involukralni brakt) mogu biti najuočljivije obojeni dio cvjetnog prikaza. Dodaci prašnika prisutni su u većini rodova iako za razliku od mnogih heliantoidnih rodova nemaju žljezdane trihome. Cipselae (ahenij) postaju crnkaste boje u zrelosti, osobina koja se dijeli sa heliantoidnim skupinama. Papus se često sastoji od brojnih kapilarnih čekinja, iako neki rodovi karakteristično imaju papus od ljuski s tupim vrhom, ljuski koje se izmjenjuju s čekinjama ili čak nemaju papus. Biljke su jednogodišnje ili višegodišnje, zeljaste, ili mogu biti drvenaste, veličine od polugrmova do grmova, lijane ili rijetko mala stabla. Mnogi rodovi pokazuju vegetativne značajke uobičajene među heliantoidnim rodovima, uključujući u osnovi nasuprotne listove, lisne plojke s glavnom žilom i najnižim parom bočnih žila koje su vidljivo veće od ostalih žila, te prisutnost subsesilnih žljezdanih trihoma na abaksijalnim površinama lista, filarima i vjenčićima.

## Klasifikacija
Tradicionalna taksonomska konformacija Eupatorieae je planetarni sustav s velikim rodom Eupatorium koji sadrži 1200 vrsta središnjih za satelitski niz očigledno prirodnih rodova od kojih je svaki karakteriziran različitim morfološkim obilježjima; ali njihova povezanost s Eupatorijem nije navedena. King i Robinson (1987.) šokirali su “zajednicu suncokreta”, a samim time i one koji rutinski identificiraju te svojte, reducirajući Eupatorium na približno 45 vrsta. Iako ponovno usklađivanje nije odmah prihvaćeno, sve se više priznaje da su, barem na općoj razini, preporučene prilagodbe opravdane, ako ne i potpuno točne. Stalni izvor rasprava je status velikog broja unispecifičnih rodova (65 od 180), od kojih će određeni broj vjerojatno biti fenetski, ali ne i filogenetski distinktivan i bit će stavljen u grupu sa svojim sestrinskim rodom. Subplemenski sustav koji su predstavili King i Robinson (1987.) zahtijevat će znatnu prilagodbu i sugerira malo vjerojatne biogeografske odnose (npr. njihov tzv. istočni kompleks koji svojte istočne Sjeverne Amerike i istočne Južne Amerike stavlja zajedno).

## Brojevi kromosoma
Prijavljeni bazni brojevi kromosoma za Eupatorieae na diploidnoj razini variraju, od x=4 (Fleischmannia microstemon) do x=25 (Neomirandea). Broj koji se najčešće susreće (u smislu pojavljivanja u različitim rodovima) je x=10. Ostali osnovni brojevi koji se često susreću uključuju x=17, x=16 i x=11 ili 12. Klada od dva roda, ali više vrsta ima x=9 (Brickellia i Pleurocoronis) i ovaj broj je također pronađen (navodno neovisne filogenetske derivacija) u Acritopappusu. Broj x=15 karakterizira malu skupinu od 2-3 vodena roda, Trichocoronis/Shinnersia (3 vrste) i Sclerolepis (1 vrsta). Brojevi x=13 ili 14 su rijetki ili ih nema. Brojevi niži od x=9 pojavljuju se unutar rodova kao što su Fleischmannia i Stevia gdje su jasno izvedeni iz višeg baznog broja. Poliploidija se također pojavljuje, iako je tamo gdje je proučavana obično, možda uvijek, povezana s agamospermijom, najpoznatiji primjeri su u Eupatorium s.s., iako se također pojavljuje u Ageratina, Chromolaena/Praxelis i Stevia.
Mora se napomenuti da su podaci o broju kromosoma Eupatorieae krajnje nepotpuni. Brojevi kromosoma prijavljeni su samo za djelić vrsta, pa čak i za rodove plemena.
Filogenetsko tumačenje varijacija u broju kromosoma još uvijek je problematično. Mogućnost da je x=10 izvorni diploidni bazni broj za pleme rano je dovedena u pitanje informacijama iz studija izoenzima koje pokazuju da su, barem u Eupatorium s.s., vrste s ovim brojem funkcionalno poliploidne. Stoga informacije iz ranih molekularnih filogenetskih rezultata koji su svrstali rodove s visokim baznim brojem kromosoma kao što je Ageratina u bazu filogenetskih stabala za obitelj nisu bile potpuno iznenađenje. Primamljivo je gledati prema postupnoj seriji redukcije disploida koja napreduje od x=17 ili 18 ili 19 do x=10, ali dostupni rezultati to ne podržavaju. Čini se da postoji temeljna podjela u bazi plemena između rodova karakteriziranih baznim brojevima x=9 ili x=10 od onih koji imaju veći broj kromosomskih baza. Unutar prve klade dolazi do neposredne podjele između rodova s x=9 (Brickellia, Pleurocoronis) i onih s x=10. Intrigantno je da postoji niz rodova koji tvore djelomično nerazriješenu politomiju ili parafiletski stupanj na bazi x=10 koji pokazuju jednu ili više morfoloških značajki koje se inače smatraju karakterističnima za x=9 Brickellia, a mnogi od njih imaju jedno vrijeme bio uključen u potonji rod. Čini se da se barem još jedno pojavljivanje x=9 dogodilo neovisno unutar klade x=10 u južnoameričkom Acritopappusu. U drugoj kladi koji karakteriziraju bazni brojevi kromosoma iznad x=10, opet nema dokaza za postupne promjene, već u osnovi velika nerazriješena politomija, unutar koje postoje pojedinačni kladusi za koje se čini da su karakterizirani jednim ili dva bazna broja kromosoma. Najveći naizgled diploidni bazni broj kromosoma je Hofmeisteria (x=19) koja tvori različitu kladu, ali nije jasno bazalna. Postoji određena molekularna podrška za grupiranje Mikania (x=17, 18, 19, 20, 21) s vodenim organizmima podplemena Trichocoroninae (Sclerolepis, Shinnersia, Trichocoronis, svi x=15). Prijavljeno je da je anomalna Macvaughiella x=12, a također se može grupirati s kladom Mikania. Veliki kladus Ageratina, x=17, također uključuje x=16 Oxylobus, očito izveden kroz disploidnu promjenu. Drugi x=16 rod, Bartlettina, čini se da je sestra roda Ageratina. Čini se da ostali x=16 rodovi tvore drugu kladu, uključujući Decachaeta, za koju se čini da su Erythradenia i Mexianthus jasne inskupine, i Eupatoriastrum. Drugu kladu čine Pachythamnus (x=17), Neomirandea (x=17, 25) i Kaunia (prijavljeni brojevi su 20-26). Većina ili svi rodovi s x=11 ili x=12 (a u nekoliko slučajeva oba se broja pojavljuju unutar jednog roda) mogu spadati u jedan ili možda dva razreda: Stevia (x=11, 12); Carphochaete (x=11, 12); i Microspermum (x=12); također Piqueria (x=11, 12) i njezina sestrinska skupina Piqueriopsis (broj kromosoma nije dostupan) mogu biti dio ove skupine ili mogu tvoriti nezavisnu skupinu.

## Apomiksis
Fenomen apomiksisa, koji uključuje nespolno razmnožavanje sjemenom, može igrati značajnu ulogu u stvaranju raznolikosti u nekim rodovima Eupatorieae. Apomixksis je uvijek povezan s poliploidijom, a često i s hibridizacijom - to je način na koji se hibridni genotipovi mogu beskonačno održavati, čak i kod neparnih poliploida koji bi bili sterilni kroz spolni ciklus mejoze i oplodnje. Opsežan niz apomiktičkih poliploida dokumentiran je za Eupatorium u istočnoj Sjevernoj Americi (Sullivan 1972.) koji se dalje razjašnjava pomoću molekularnih podataka. Apomiksis u Eupatorieae pregledao je Noyes (2007), koji ukazuje da je predložen ili dokumentiran u: Ageratina, Campovassouria, Chromolaena, Eupatorium, Gyptis i Praxelis.

## Kemija
Eupatorieae zajednički predstavlja bogat i raznolik izbor sekundarnih fitokemikalija i predstavlja plodno tlo za fitokemičare koji žele izvijestiti o novim tvarima. Flavonoidni aglikoni (uključujući relativno neuobičajene polimetilirane tipove) i seskviterpenski laktoni često su izdvojeni u gotovo sveprisutnim subsessilnim žljezdanim trihomima. Također je prijavljena prisutnost raznih alkaloida, triterpenoida i drugih spojeva. Nažalost, do danas je sekundarna kemija ponudila malo uvida u glavna pitanja koja okružuju klasifikaciju ili filogenetske odnose unutar plemena.

## Podtribusi i rodovi
1. Subtribus Neomirandeinae R. King & H. Rob.
  1. Neomirandea R. M. King & H. Rob. (26 spp.)
2. Subtribus neopisan
  1. Bartlettina R. M. King & H. Rob. (43 spp.)
3. Subtribus Hofmeisteriinae R. King & H. Rob.
  1. Hofmeisteria Walp. (10 spp.)
4. Subtribus Oaxacaniinae R. King & H. Rob.
  1. Oaxacania B. L. Rob. & Greenm. (1 sp.)
  2. Carterothamnus R. M. King (1 sp.)
5. Subtribus Piqueriinae Benth. & Hook.
  1. Piqueria Cav. (6 spp.)
  2. Centenaria P. Gonzáles, A. Cano & H. Rob. (1 sp.)
  3. Stevia Cav. (270 spp.)
  4. Carphochaete A. Gray (7 spp.)
  5. Iltisia S. F. Blake (2 spp.)
6. Subtribus Oxylobinae R. M. King & H. Rob.
  1. Ageratina O. Hoffm. (325 spp.)
  2. Oxylobus (Moq. ex DC.) A. Gray (7 spp.)
  3. Jaliscoa S. Watson (3 spp.)
  4. Spaniopappus B. L. Rob. (5 spp.)
  5. Standleyanthus R. M. King & H. Rob. (1 sp.)
  6. Kaunia R. M. King & H. Rob. (12 spp.)
  7. Jaramilloa R. M. King & H. Rob. (2 spp.)
7. Subtribus Mikaniinae R. King & H. Rob.
  1. Mikania Willd. (452 spp.)
8. Subtribus Trichocoroninae R. M. King & H. Rob.
  1. Trichocoronis A. Gray (2 spp.)
  2. Shinnersia R. M. King & H. Rob. (1 sp.)
  3. Sclerolepis Cass. (1 sp.)
9. Subtribus Alomiinae Less.
  1. Alomia Kunth (4 spp.)
  2. Brickellia Elliott (108 spp.)
  3. Steviopsis R. M. King & H. Rob. (5 spp.)
  4. Brickelliastrum R. M. King & H. Rob. (2 spp.)
  5. Flyriella R. M. King & H. Rob. (4 spp.)
  6. Ageratella A. Gray ex S. Watson (1 sp.)
  7. Asanthus R. M. King & H. Rob. (3 spp.)
  8. Malperia S. Watson (1 sp.)
  9. Pleurocoronis R. King & H. Rob. (3 spp.)
  10. Kyrsteniopsis R. M. King & H. Rob. (7 spp.)
  11. Carminatia Moc. ex DC. (4 spp.)
  12. Crossothamnus R. M. King & H. Rob. (4 spp.)
  13. Helogyne Nutt. (8 spp.)
  14. Condylopodium R. M. King & H. Rob. (6 spp.)
10. Subtribus Eupatoriinae Dumort.
  1. Eupatorium L. (61 spp.)
  2. Eutrochium Raf. (5 spp.)
11. Subtribus Liatrinae R. King & H. Rob.
  1. Liatris Gaertn. ex Schreb. (39 spp.)
  2. Carphephorus Cass. (7 spp.)
  3. Garberia A. Gray (1 sp.)
  4. Hartwrightia A. Gray ex S. Watson (1 sp.)
  5. Neocuatrecasia R. M. King & H. Rob. (13 spp.)
  6. Tamaulipa R. M. King & H. Rob. (1 sp.)
  7. Lourteigia R. M. King & H. Rob. (12 spp.)
  8. Lapidia Roque & S. C. Ferreira (1 sp.)
  9. Semiria D. J. N. Hind (1 sp.)
  10. Criscianthus Grossi & J. N. Nakaj. (1 sp.)
12. Subtribus Hebecliniinae R. King & H. Rob.
  1. Hebeclinium DC. (29 spp.)
  2. Decachaeta DC. (9 spp.)
  3. Mexianthus B. L. Rob. (1 sp.)
13. Subtribus Praxelinae R. King & H. Rob.
  1. Guayania R. M. King & H. Rob. (5 spp.)
  2. Chromolaena DC. (167 spp.)
  3. Praxelis Cass. (20 spp.)
  4. Lomatozona Baker (4 spp.)
  5. Eitenia R. M. King & H. Rob. (2 spp.)
  6. Eupatoriopsis Hieron. (1 sp.)
  7. Praxeliopsis G. M. Barroso (1 sp.)
  8. Osmiopsis R. M. King & H. Rob. (1 sp.)
14. Subtribus Critoniinae R. King & H. Rob.
  1. Critonia P. Browne (40 spp.)
  2. Adenocritonia R. M. King & H. Rob. (2 spp.)
  3. Antillia R. M. King & H. Rob. (1 sp.)
  4. Ciceronia Urb. (1 sp.)
  5. Eupatorina R. M. King & H. Rob. (1 sp.)
  6. Fleischmanniopsis R. M. King & H. Rob. (3 spp.)
  7. Koanophyllon Arruda (127 spp.)
  8. Eupatoriastrum Greenm. (7 spp.)
  9. Sphaereupatorium (O. Hoffm.) Kuntze ex B. L. Rob. (1 sp.)
  10. Bishovia R. M. King & H. Rob. (2 spp.)
  11. Nothobaccharis R. M. King & H. Rob. (1 sp.)
  12. Santosia R. M. King & H. Rob. (1 sp.)
  13. Grisebachianthus R. M. King & H. Rob. (7 spp.)
  14. Lorentzianthus R. M. King & H. Rob. (1 sp.)
  15. Chacoa R. M. King & H. Rob. (1 sp.)
  16. Idiothamnus R. M. King & H. Rob. (4 spp.)
  17. Peteravenia R. M. King & H. Rob. (5 spp.)
  18. Critoniella R. M. King & H. Rob. (6 spp.)
  19. Aristeguietia R. M. King & H. Rob. (21 spp.)
  20. Asplundianthus R. M. King & H. Rob. (11 spp.)
  21. Austrocritonia R. M. King & H. Rob. (4 spp.)
  22. Badilloa R. M. King & H. Rob. (11 spp.)
  23. Grosvenoria R. M. King & H. Rob. (6 spp.)
  24. Corethamnium R. M. King & H. Rob. (1 sp.)
  25. Castanedia R. M. King & H. Rob. (1 sp.)
  26. Imeria R. M. King & H. Rob. (1 sp.)
  27. Hughesia R. M. King & H. Rob. (1 sp.)
  28. Cronquistianthus R. M. King & H. Rob. (23 spp.)
  29. Steyermarkina R. M. King & H. Rob. (4 spp.)
  30. Uleophytum Hieron. (1 sp.)
  31. Amboroa Cabrera (2 spp.)
  32. Tuberostylis Steetz (2 spp.)
  33. Ascidiogyne Cuatrec. (2 spp.)
  34. Ellenbergia Cuatrec. (1 sp.)
  35. Paneroa E. E. Schill. (1 sp.)
  36. Phania DC. (3 spp.)
  37. Phalacraea DC. (4 spp.)
  38. Guevaria R. M. King & H. Rob. (5 spp.)
  39. Ferreyrella S. F. Blake (2 spp.)
  40. Nesomia B. L. Turner (1 sp.)
  41. Piqueriella R. M. King & H. Rob. (1 sp.)
  42. Macvaughiella R. M. King & H. Rob. (3 spp.)
  43. Microspermum Lag. (8 spp.)
15. Subtribus Fleischmanniinae R. King & H. Rob.
  1. Fleischmannia Sch. Bip. (99 spp.)
  2. Zyzyura H. Rob. & Pruski (1 sp.)
16. Subtribus Adenostemmatinae B. L. Rob.
  1. Adenostemma J. R. Forst. & G. Forst. (23 spp.)
  2. Sciadocephala Mattf. (6 spp.)
  3. Gymnocoronis DC. (2 spp.)
17. Subtribus Ayapaninae R. M. King & H. Rob.
  1. Isocarpha R. Br. (5 spp.)
  2. Ayapana Spach (17 spp.)
  3. Polyanthina R. M. King & H. Rob. (1 sp.)
  4. Gongrostylus R. M. King & H. Rob. (2 spp.)
  5. Condylidium R. M. King & H. Rob. (2 spp.)
  6. Siapaea Pruski (1 sp.)
  7. Lepidesmia Klatt (1 sp.)
18. Subtribus Ageratinae Less.
  1. Ageratum L. (37 spp.)
  2. Conoclinium DC. (4 spp.)
19. Subtribus neopisan
  1. Ophryosporus Meyen (42 spp.)
20. Subtribus Disynaphiinae R. M. King & H. Rob.
  1. Urolepis (A. DC.) R. M. King & H. Rob. (1 sp.)
  2. Radlkoferotoma Kuntze (3 spp.)
  3. Malmeanthus R. M. King & H. Rob. (3 spp.)
  4. Acanthostyles R. M. King & H. Rob. (2 spp.)
  5. Symphyopappus Turcz. (13 spp.)
  6. Raulinoreitzia R. M. King & H. Rob. (3 spp.)
  7. Disynaphia Hook. & Arn. ex DC. (14 spp.)
  8. Campovassouria R. M. King & H. Rob. (2 spp.)
  9. Grazielia R. M. King & H. Rob. (12 spp.)
  10. Neocabreria R. M. King & H. Rob. (6 spp.)
21. Subtribus neopisan
  1. Heterocondylus R. M. King & H. Rob. (15 spp.)
  2. Gymnocondylus R. M. King & H. Rob. (1 sp.)
  3. Alomiella R. M. King & H. Rob. (2 spp.)
  4. Monogereion G. M. Barroso & R. M. King (1 sp.)
  5. Ayapanopsis R. M. King & H. Rob. (17 spp.)
  6. Macropodina R. M. King & H. Rob. (3 spp.)
  7. Campuloclinium DC. (17 spp.)
22. Subtribus Trichogoniinae V. L. Rivera, S. C. Ferreira & Panero
  1. Trichogoniopsis R. M. King & H. Rob. (3 spp.)
  2. Platypodanthera R. M. King & H. Rob. (1 sp.)
  3. Trichogonia (DC.) Gardner (26 spp.)
23. Subtribus neopisan
  1. Teixeiranthus R. M. King & H. Rob. (2 spp.)
24. Subtribus neopisan
  1. Dissothrix A. Gray (1 sp.)
25. Subtribus neopisan
  1. Cavalcantia R. M. King & H. Rob. (2 spp.)
  2. Parapiqueria R. M. King & H. Rob. (1 sp.)
26. Subtribus Gyptidinae R. King & H. Rob.
  1. Gyptis (Cass.) Cass. (7 spp.)
  2. Gyptidium R. M. King & H. Rob. (2 spp.)
  3. Austroeupatorium R. M. King & H. Rob. (14 spp.)
  4. Hatschbachiella R. M. King & H. Rob. (2 spp.)
27. Subtribus neopisan
  1. Austrobrickellia R. M. King & H. Rob. (3 spp.)
  2. Stomatanthes R. M. King & H. Rob. (17 spp.)
  3. Planaltoa Taub. (2 spp.)
  4. Leptoclinium (Nutt.) Benth. (1 sp.)
  5. Pseudobrickellia R. M. King & H. Rob. (3 spp.)
  6. Goyazianthus R. M. King & H. Rob. (1 sp.)
28. Subtribus neopisan
  1. Gardnerina R. M. King & H. Rob. (1 sp.)
  2. Vittetia R. M. King & H. Rob. (2 spp.)
  3. Barrosoa R. M. King & H. Rob. (11 spp.)
29. Subtribus neopisan
  1. Bishopiella R. M. King & H. Rob. (1 sp.)
  2. Agrianthus Mart. ex DC. (8 spp.)
  3. Arrojadocharis Mattf. (2 spp.)
  4. Lasiolaena R. M. King & H. Rob. (7 spp.)
  5. Stylotrichium Mattf. (6 spp.)
30. Subtribus neopisan
  1. Litothamnus R. M. King & H. Rob. (3 spp.)
  2. Diacranthera R. M. King & H. Rob. (3 spp.)
  3. Bahianthus R. M. King & H. Rob. (1 sp.)
  4. Catolesia D. J. N. Hind (3 spp.)
  5. Morithamnus R. M. King, H. Rob. & G. M. Barroso (2 spp.)
  6. Prolobus R. M. King & H. Rob. (1 sp.)
  7. Bejaranoa R. M. King & H. Rob. (2 spp.)
  8. Conocliniopsis R. M. King & H. Rob. (1 sp.)
  9. Dasycondylus R. M. King & H. Rob. (9 spp.)
  10. Scherya R. M. King & H. Rob. (1 sp.)
  11. Acritopappus R. M. King & H. Rob. (19 spp.)

## Vanjske poveznice
- Eupatorieae